# Rohrbach (Mönchsdeggingen)
Rohrbach ist ein Gemeindeteil der Gemeinde Mönchsdeggingen im schwäbischen Landkreis Donau-Ries in Bayern.

## Geografie
Das Dorf Rohrbach liegt sechs Kilometer südöstlich des Hauptortes. Durch den Ort führt die Kreisstraße DON 16.

## Geschichte
In der Gemarkung Rohrbach sind fünf Grabhügel vorgeschichtlicher Zeitstellung sowie zwei weitere Objekte in die Liste der Bodendenkmäler eingetragen.
In die amtliche Liste eingetragene Baudenkmale bestehen in dem Ort nicht.
Am 1. Mai 1978 wurde die bis dahin selbstständige Gemeinde mit dem Ortsteil Thurneck nach Mönchsdeggingen eingegliedert. Die Gemeinde besaß das oben wiedergegebene eigene Wappen.

## Vereine
- Freiwillige Feuerwehr Rohrbach
- Schützenverein Edelweiß Rohrbach
- Krieger- und Soldatenverein Rohrbach/Schaffhausen